# Ekaterina Bogačëva
Ekaterina Olegovna Bogačëva Ljubuškina (in russo Екатерина Олеговна Богачёва Любушкина?; Volgograd, 2 gennaio 1990) è una pallavolista russa.
Gioca nel ruolo di centrale nella Dinamo Mosca.

## Carriera

### Club
La carriera di Ekaterina Bogačëva inizia nella stagione 2007-08 quando viene ingaggiata dallo Zareč'e Odincovo, club militante nella Superliga russa: alla squadra resta legata per sei annate, vincendo uno scudetto nella stagione 2009-10
Nella stagione 2013-14 gioca per il Fakel, mentre nell'annata successiva lascia il campionato russo per trasferirsi nel club italiano del Busto Arsizio, in Serie A1.
Ritorna in Russia per la stagione 2015-16, quando viene ingaggiata dalla Dinamo Mosca, in Superliga, con cui conquista quattro campionati e due Supercoppe russe consecutivi, oltre ad una Coppa nazionale.

### Nazionale
Fa parte della nazionali giovanili russe con cui si aggiudica la medaglia di bronzo al campionato mondiale under 18 2007 e quella d'argento al campionato europeo under 19 2008.
Nel 2010 ottiene le prime convocazioni nella nazionale maggiore, con cui nel 2015 vince la medaglia d'argento al World Grand Prix e quella d'oro al campionato europeo.

## Palmarès

### Club
- Campionato russo: 5

2009-10, 2015-16, 2016-17, 2017-18, 2018-19
- Coppa di Russia: 1

2018
- Supercoppa russa: 2

2017, 2018

### Nazionale (competizioni minori)
- Campionato mondiale under 18 2007
- Campionato europeo under 19 2008

### Premi individuali
- 2008 - Campionato europeo under 19: Miglior servizio